# Escleroctenòfors
Els escleroctenòfors (Scleroctenophora) són una classe extinta de ctenòfors, procedents dels esquistos de Maotianshan (Yunnan, Xina), en estrats del Cambrià inferior.
Els escleroctenòfors es distingeixen fàcilment de las resta dels ctenòfors per la presència d'un esquelet intern que donava suport al cos.